# 콩소
콩소는 떡 등에 넣으려고 콩을 으깨거나 갈아서 만든 소이다.

## 사진 갤러리

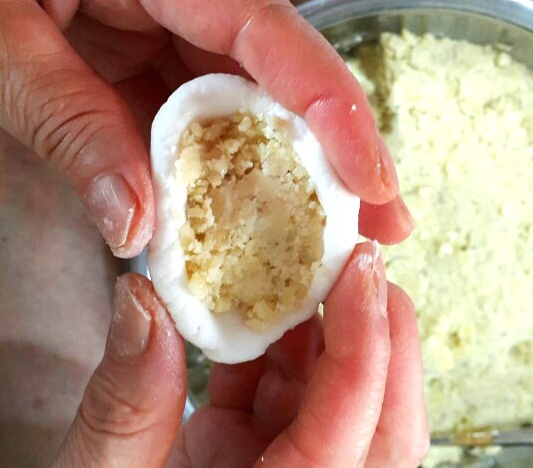
송편에 녹두소 넣기
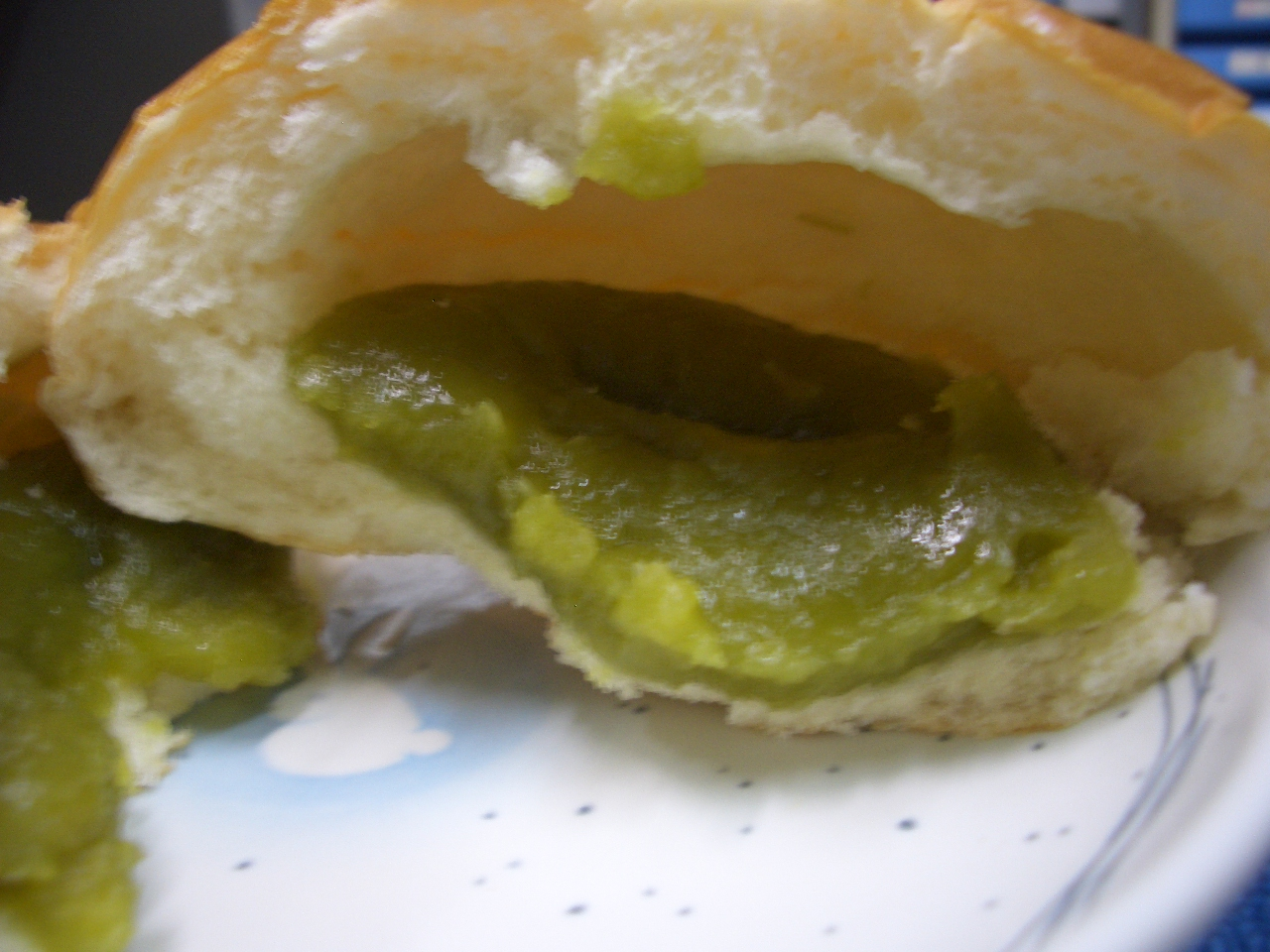
풋완두소를 넣어 만든 안판
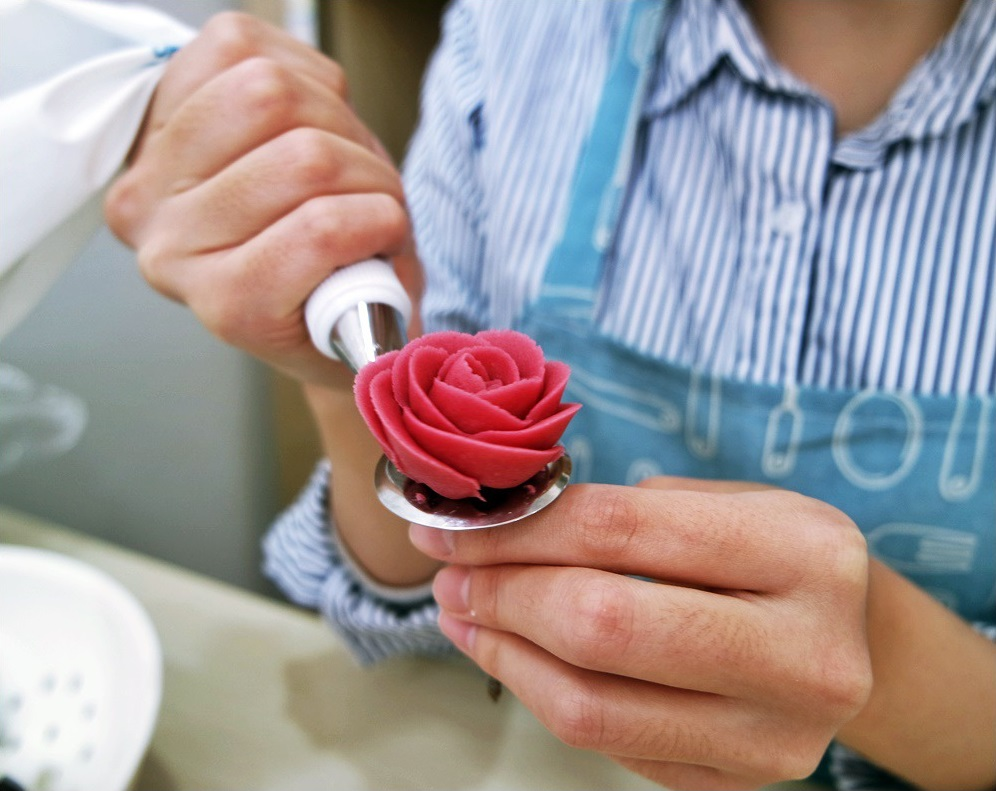
강낭콩소로 만든 꽃

## 같이 보기
- 고물
- 팥소
- 연밥소